# Hazrat Inayat Khan

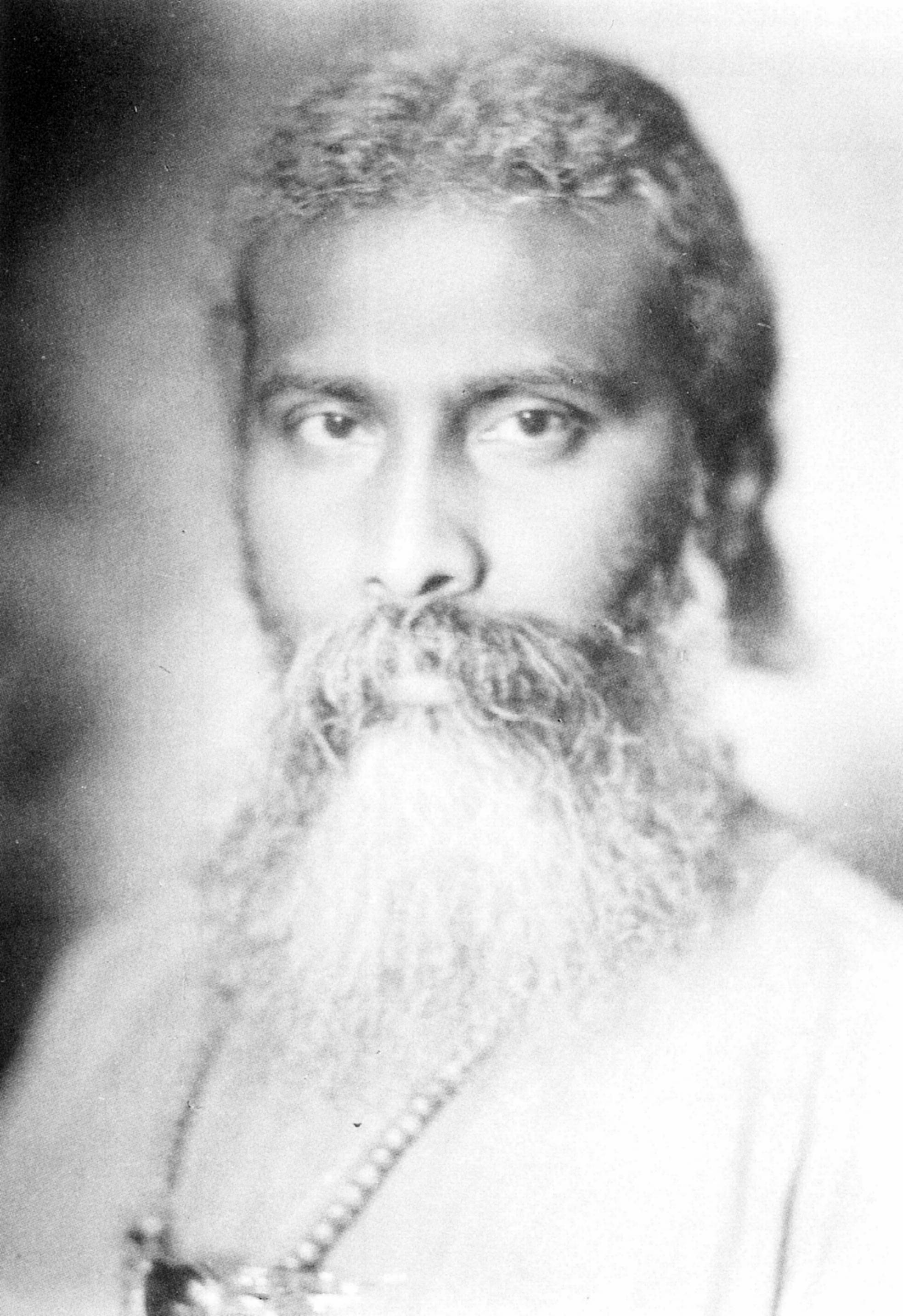
Hazrat Inayat Khan als Leiter seines Ordens. Um 1920.

Hazrat Inayat Khan (* 5. Juli 1882 in Baroda; † 5. Februar 1927 in Neu-Delhi) ist der Gründer des Internationalen Sufi-Ordens und der Internationalen Sufi-Bewegung. Er selbst nannte sich in seiner Eigenschaft als Ordensleiter Hazrat („göttliche Gegenwart“) Pir-o-Murshid („geistlicher Meister und rechter Führer“) Inayat Khan. Er gilt als Wegbereiter zahlreicher sufischer Organisationen in Europa und den USA, die unter dem Dachverband Federation of the Sufi Message agieren. Auf die Lehren von Hazrat Inayat Khan beruft sich auch der Orden Sufism Reoriented, dessen bekanntestes Mitglied Meher Baba ist.

## Religionsgeschichtliche Zeitumstände
Hazrat Inayat Khan wurde in eine im westindischen Gujarat angesiedelte Familie geboren, die dem gemäßigt-islamisch-orthodoxen Chishtiyya-Orden zuzurechnen ist. Die Chishti-Tradition zeigt sich in Khans Lehre und Praxis vor allem hinsichtlich der Betonung von Musikveranstaltungen als wichtigem religiösen Ritual, der ethischen Ausrichtung auf Pazifismus und Gewaltlosigkeit und der Tendenz zum Synkretismus. Da der später von ihm mit rechtlichem Statut in London gegründete Orden an Amerikaner und Europäer und deren ganz spezielle Bedürfnisse adressiert war und ist und somit auch aus den sozialen und historischen Rahmenbedingungen der Chishtiyya enthoben ist, lässt sich sein Sufi-Orden als Neugründung begreifen, und ist nur schwer in der Chishti-Tradition zu verorten.

## Leben

### Herkunft

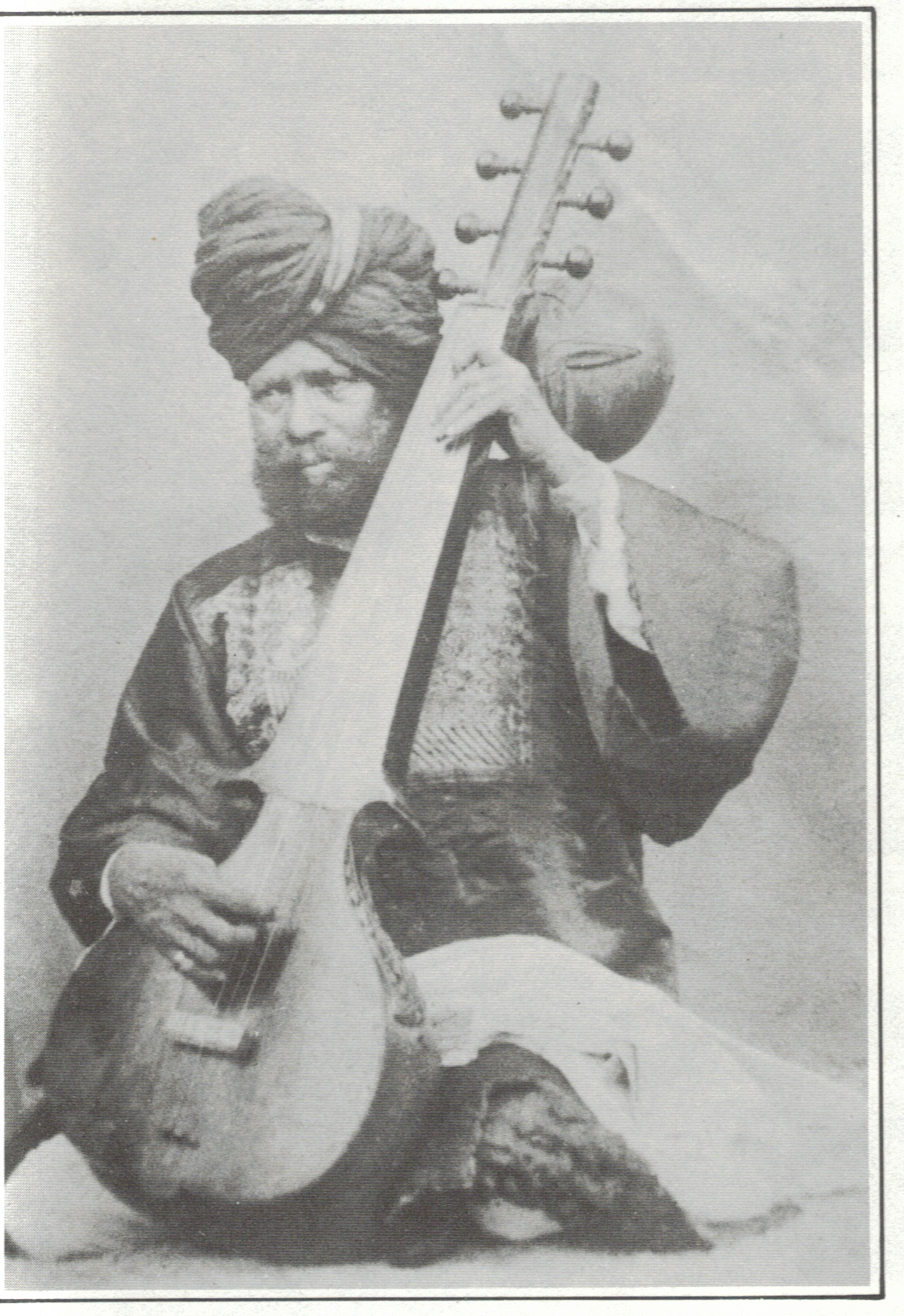
Hazrat Inayat Khans Vater Rahmat Khan spielt Sursingar.

Hazrat Inayat Khans Vater, Rahmat Khan (1843–1910), entstammt einer im Panjab ansässigen alten sunnitischen Sufi-Familie, die bedeutsame Heilige, Poeten, Musiker und Landbesitzer hervorgebracht haben soll. Seine Mutter Khadidja Bibi (1868–1902) war die Tochter des in Indien bekannte Musikvirtuosen und Dichters Maula Bakhsh (1833–1896). Maula Bakhsh hatte sich nach langen Reisen durch Indien im zu dieser Zeit sehr fortschrittlichen Fürstenstaat Baroda niedergelassen. Dort lernte er Rahmat Khan kennen. Es entwickelte sich schnell ein enges freundschaftliches Verhältnis, das zu einer Vermählung zwischen Maula Bakhshs Tochter und Rahmat Khan führte. Die gesamte Familie errang innerhalb weniger Jahre hohes gesellschaftliches Ansehen und beeinflusste die kulturelle, aber vor allem die musikalische Entwicklung der Region. Von Bedeutung sind Maula Bakhshs Leistungen als Direktor der Gayanshala Musikakademie, die von ihm in Baroda gegründet wurde, und seine Arbeit an einem einheitlichen Notensystem, welches die nördliche und südliche Tradition der indischen Musik vereinen sollte. Maula Bakhsh war als musikalische Autorität hoch geschätzt und für seine interreligiöse Toleranz und Offenheit bekannt. Sein Haus war „a temple of talent“, in dem Persönlichkeiten aller Religionen und Kasten musizierten und diskutierten.
Hazrat Inayat Khan wurde in dieses familiäre Umfeld geboren, welches durch den Glauben seines Großvaters, der mit 15 Jahren der Chishtiyya beigetreten war, geprägt wurde. Zwei Aspekte standen dabei im Mittelpunkt des familiären Lebens: Zum einen die Musik, zum anderen eine zwar undogmatische und tolerante, aber dennoch tief religiöse Frömmigkeit. Dabei war die Musik wichtigster Ausdruck von Religiosität und zugleich Erkenntnisinstrument für religiöse Wahrheit. Musik zu reinen Unterhaltungszwecken stellte für Maula Bakhsh eine Degeneration einer hohen „geheiligten“ Kunstform dar.

### Kindheit und Jugend

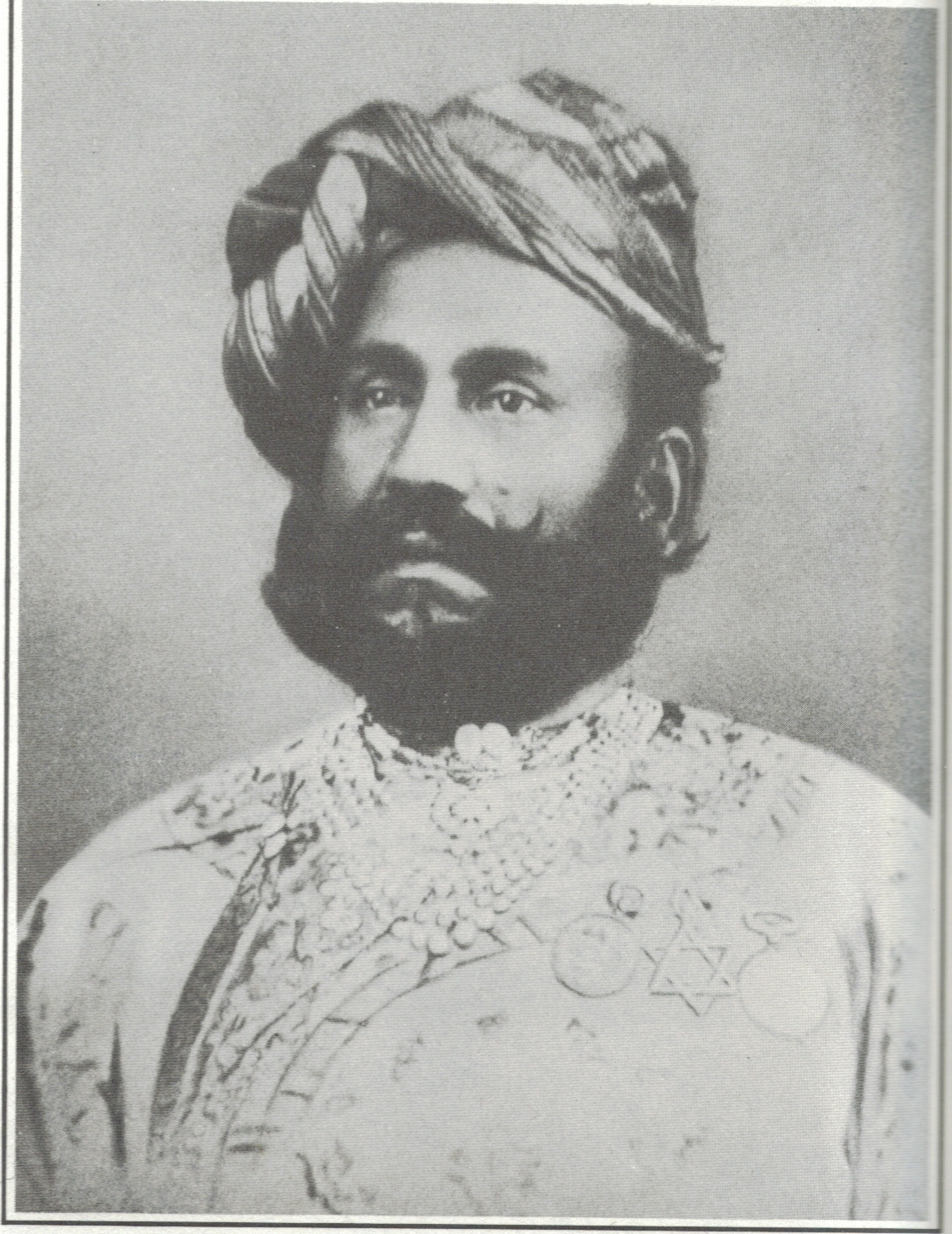
Hazrat Inayat Khans Großvater Maula Bakhsh

Bis zu seinem Tode 1896 hatte Maula Bakhsh einen großen Einfluss auf die Erziehung Hazrat Inayat Khans. Ihre Beziehung zeugte von gegenseitigem Respekt und Freundschaft. Der junge Inayat Khan betrachtete seinen Großvater als Ideal eines Menschen. Er lernte von ihm viel über andere Religionen und Weltanschauungen. Persönlich interessierte er sich sehr für den Hinduismus, jedoch wurde in seiner Erziehung großen Wert darauf gelegt, dass der Glaube an Allah im Mittelpunkt der täglichen Religionsausübung steht. Er sehnte sich schon in seiner Kindheit nach Gott, den er in seiner Umgebung, in seinen Freunden und Bekannten und schließlich in sich selbst zu finden glaubte. Zudem entwickelte er ein Bewusstsein für die Liebesmystik der Chishtiyya, welche er als zentrales Thema seiner Lehre später theoretisch weiterentwickelte. Trotz seiner Intelligenz – er soll relativ mühelos Sanskrit, Hindi, das Marathi der Hindugelehrten, seine Muttersprache Urdu und das parsische Gujarati gelernt haben – mochte er die Schule nicht. Auf der Hindu-Schule in Baroda, in der er seine Schulzeit verbrachte, herrschten stark autoritäre Lehrmethoden vor, mit denen Inayat große Schwierigkeiten zu haben schien. Andererseits widmete er Themen seines Interesses die volle Aufmerksamkeit. Er investierte dabei viel Energie und vollbrachte aus Sicht seines Umfeldes außergewöhnliche Leistungen. Zum Beispiel veröffentlichte er schon mit 14 Jahren sein erstes musiktheoretisches Buch Bala sangit mala und wurde schon mit 20 Jahren vollwertiger Professor an der Musikakademie von Baroda. Insgesamt lässt sich konstatieren, dass die Musik für ihn der Zugang für spirituelle Erfahrung und Erkenntnis war.

### Reisen durch Indien

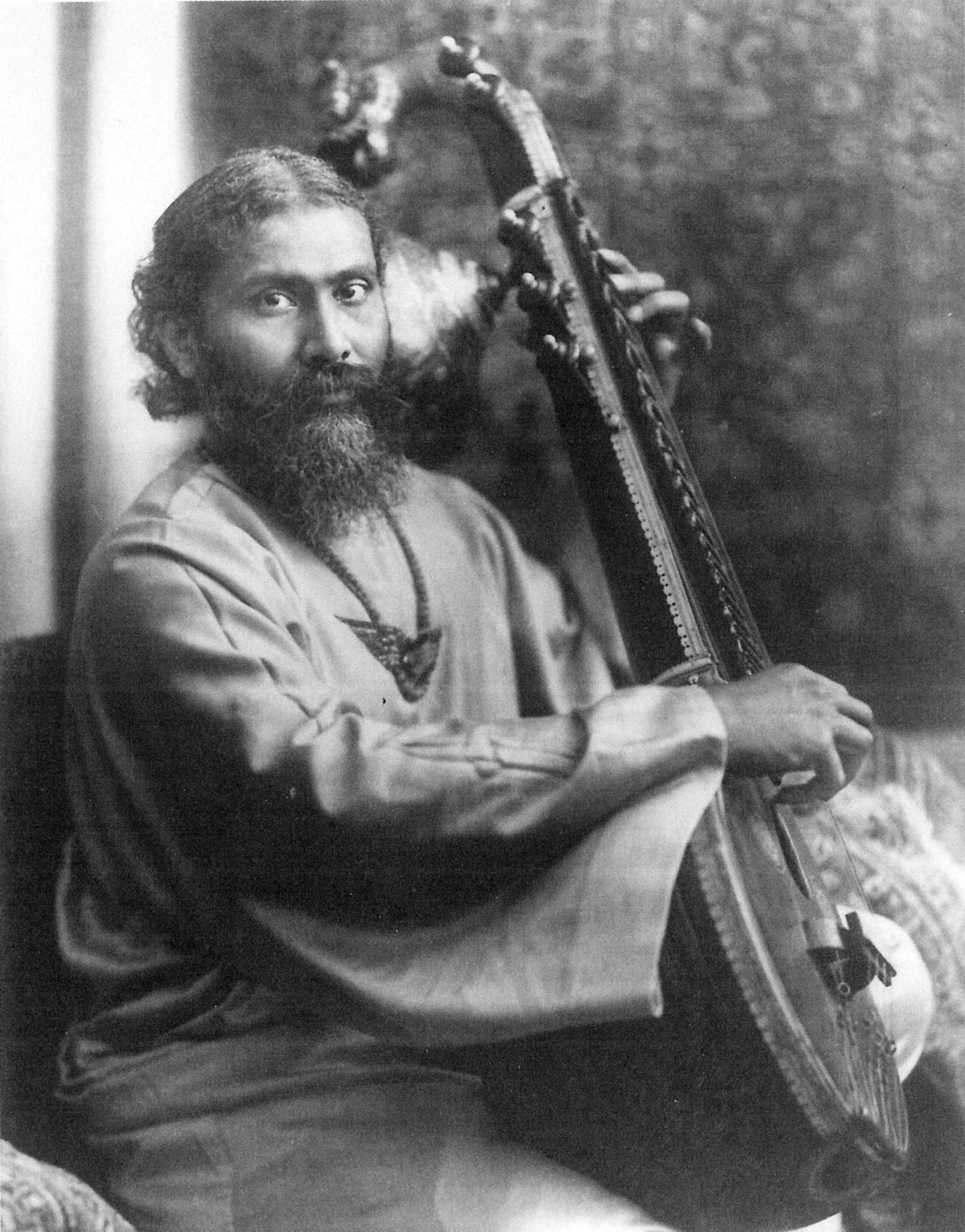
Hazrat Inayat Khan spielt Vina.

Der Tod von Maula Bakhsh 1896 bedeutete für Hazrat Inayat Khan den Verlust eines Freundes und ersten Lehrers, den er nur schwer verkraftete. Ein Ortswechsel sollte ihm psychische Entlastung bringen und so durfte er seinen Vater mit 14 Jahren zum Maharaja Bhim Shamsher nach Nepal begleiten. Dies war der Anfang von weiteren sieben Reisen, auf denen er den gesamten indischen Kontinent kennenlernte. Nach seiner ersten weiten Reise kehrte er mit seinem Vater 1897 nach Baroda zurück. Nachdem drei Jahre später sein zehn Jahre jüngerer Bruder Karemat Khan und fünf Jahre später seine Mutter starben, begann Inayat Khan allein zu reisen.
Zunächst führte ihn sein Weg 1902 nach Madras und Mysore, wo er musikalischen Erfolg und großes Ansehen errang. Danach kehrte er für ca. ein Jahr in seine Heimatstadt zurück, wo er unter dem Titel Sayaji Garbawali eine Anthologie seiner Gedichte und Lieder in verschiedenen indischen Regionalsprachen veröffentlichte.
Ein wichtiger Grund für seine Rückkehr waren die Vorbereitungen für eine zweite arrangierte Ehe. Ein enger Freund der Familie hatte seine Schwester für eine Eheschließung angeboten, Hazrats Vater lehnte diesen Wunsch am Ende jedoch ab, da es sich um eine schiitische Familie handelte. Später heiratete er eine sunnitische Frau.
Den Höhepunkt seiner musikalischen Karriere erreichte Inayat Khan in der Stadt Hyderabad von ca. 1903–1908, wo es ihm gelang in wichtigen politischen und künstlerischen Kreisen Fuß zu fassen. Hier wurde er als musikalische Autorität und zunehmend auch als außergewöhnliche religiöse Erscheinung geschätzt. Der musikalischen Karriere kam zugute, dass Hyderabad ehemals ein Zentrum des Mogulreichs und bis zum Beginn des 20. Jahrhunderts eine kulturell und künstlerisch bedeutende Metropole Indiens war. Mit der Einladung bei Hofe erhöhte sich der Bekanntheitsgrad Inayat Khans im ganzen Land. In den ersten sechs Monaten seines Aufenthalts im Staat Hyderabad schrieb er sein letztes musiktheoretisches Buch Minqar-i Musiqar, in dem er das musikalische System seines Großvaters in Urdu zusammenfasste.

### Vom Murid zum religiösen Führer
Bisher hatte sich Hazrat Inayat Khan noch keinem spirituellen Führer und Lehrer anvertraut, jedoch erkannte er die Notwendigkeit einer solchen Führung für sich. In Hyderabad hatte er eine Vision, nach der er sich auf die Suche nach einem geistigen Führer begab. Inayat Khan lernte im Hause eines Freundes den zu dieser Zeit bedeutsamen Chishti-Scheich Sayyid Abu Hashim Madani kennen, der ihm schon bei ihrer ersten Zusammenkunft die Initiation erteilte und ihn als Murid zu sich nahm. Obwohl der Scheich Inayat Khan sehr schätzte, schonte er ihn in seiner Ausbildung nicht und unterzog ihn anfangs anstrengenden Tests, die seinen Mut, seine Widerstandskraft, seinen Glauben und seine körperliche und geistige Selbstbeherrschung prüfen sollten. Dies alles erschütterte Hazrats starkes Vertrauen in seinen Lehrer nicht, da er es seit frühester Kindheit gewöhnt war, sich durch Versenkung und Askese zu prüfen. Zu Ehren seines Lehrers schrieb Hazrat zahlreiche Gedichte, von denen einige erhalten geblieben sind. Von 1908 bis 1910 unternahm er eine Pilgerreise durch Indien, um zum einen zahlreiche Musikveranstaltungen abzuhalten, zum anderen mit Geistlichen der Chishtiyya zusammenzutreffen. Seiner Hagiographie nach zu urteilen, erreichte Hazrat Inayat Khan in Kolkata seine musikalische und spirituelle Vervollkommnung. Am 13. September 1910 verließ er mit seinen Brüdern Mahaboob Khan und Ali Khan Indien, um in die USA auszuwandern und dort seine Musik und seine Lehre bekannt zu machen.

### Hazrat Inayat Khan in den USA und Europa
Auf seinem Weg in den Westen wurde Hazrat Inayat Khan von seinem fünf Jahre jüngeren Bruder Maheboob Khan und seinem Cousin und lebenslangen Gefährten Mohammad Ali Khan begleitet. Beide gaben eine vielversprechende Musikkarriere in Indien auf, um Inayat Khan als Schüler nahe zu sein. Sechs Monate nachdem sie über New York in die USA eingereist waren, folgte der jüngste Bruder Inayat Khans, Musharaff, nach. Die wirksame Verbreitung ihrer Sufi-Botschaft gelang ihnen zunächst nicht, da sie schlichtweg zu unbekannt und exotisch waren, als dass sich ein größeres Publikum für ihre Weltanschauung interessierte. Als sie 1910 einwanderten, gehörten sie zur ersten Immigrationswelle aus dem indo-pakistanischen Raum, doch der Immigration Act of 1924 untersagte schließlich jede weitere Einwanderung von Ostasiaten und Indern völlig.
Um bekannt zu werden und sich eine finanzielle Existenzgrundlage zu verschaffen, gaben Inayat Khan und seine Schüler zunächst eine große Zahl von Konzerten und veranstalteten musiktheoretische Vorträge. Zwar behob dies nur unzureichend die finanzielle Notlage, doch es ergaben sich dadurch erste Kontakte zu seinen späteren Schülern. Zu den ersten westlichen Schülern gehörte Ada Martin (1871–1927), die später als unabhängige „Lehrerin“ die Geschäfte der Sufi-Bewegung in den USA leitete. Laut ihrer Autobiografie hatte sie schon ein Jahr vor ihrer Begegnung eine starke Vision von Inayat Khan. Unter seinen ersten Muriden war auch seine zukünftige Ehefrau Ora Ray Baker, die spätere Amina Begum (1892–1947), die er 1912 in London heiratete. Sie hatten zusammen vier Kinder: Die beiden Söhne Vilayat und Hidayat und die Töchter Noor-un-Nisa und Khair-un-Nisa (geb. 1919).
Nach einem kurzen Aufenthalt in England, siedelte er mit seiner Familie nach Paris über, wo er auf eine größere Resonanz hoffte. Diese Erwartung wurde erfüllt. Zudem hatte Inayat Khan in Frankreich inspirierende Begegnungen mit musikalischen Größen der Zeit, wie z. B. dem französischen Komponisten Claude Debussy. Außerdem unternahm er von Frankreich aus einige Reisen, so z. B. nach Russland, wo er an das Moskauer Konservatorium eingeladen wurde. 1914 mit Beginn des Ersten Weltkrieges zog sich Inayat Khan erneut nach London zurück, wo er während der Kriegsjahre lebte. Auch diese Zeit gestaltete sich für Inayat Khan und seine Gefolgsleute schwierig. Der Krieg beherrschte die Gedanken der Menschen und nur wenige waren bereit, sich mit einer pazifistischen Lehre zu befassen. Dennoch schlossen sich ihm vermehrt Schüler an.

Das geflügelte Herz des Sufi-Ordens

1917 gründete Hazrat Inayat Khan seinen Orden mit rechtlichem Statut in London und das Ordensleben gewann an Kontur. Er formte den Ritus seines Universellen Gottesdienstes und es erschienen erste Publikationen, die als „Sprachrohr“ der Sufi-Bewegung dienten.
1920 zog sich Hazrat Inayat Khan mit seiner Familie nach Paris zurück. Sein Wunsch war, nach Genf überzusiedeln, um dort das  Hauptquartier der internationalen Sufi-Bewegung zu gründen, doch seine Frau Amina Begum wollte in Paris bleiben. Deshalb setzte er in Genf seine Schülerin Lucy (Sherifa) Goodenough als Generalsekretärin ein. Daraufhin pendelte er zwischen seinem Wohnort Suresnes bei Paris und der Schweiz hin und her.
Je größer der Orden wurde, desto größer wurden auch Inayat Khans Verpflichtungen. So musste er neben der Initiation und Unterrichtung der Schüler, dem Geben von Konzerten, Vorträgen und Kursen, auch die sich in den einzelnen europäischen Ländern gründenden nationalen Gruppen betreuen. Aufgrund der zahlreichen Verpflichtungen konnte er meist nur in den Sommermonaten in Frankreich verweilen. Diese wollte er anfangs zur religiösen Versenkung und Einkehr nutzen, jedoch hinderte ihn weitgehend das Bedürfnis seiner Schüler nach individueller Betreuung und die eingerichtete Summer School an der Verrichtung dieser Praktiken. Die Summer School, welche sich zwischen 1921 und 1926 jedes Jahr erst in Wissous (nahe Paris), in Katwijk (Niederlande) und letztlich in Suresnes konstituierte, war schon bald die beliebteste Einrichtung der Sufi-Gemeinschaft und Inayat Khans wichtigste Möglichkeit seine Schüler zu unterrichten. Aufgrund seiner vielseitigen und in Anspruch nehmenden Tätigkeiten, musste er sogar das Musizieren aufgeben.
Im Oktober 1926 reiste Inayat Khan nur begleitet von seinem persönlichen Referenten erstmals seit 16 Jahren wieder nach Indien. Seine erfolgreiche Tätigkeit im Westen hatte sich inzwischen auch dort herumgesprochen und als er Anfang November in Neu-Delhi eintraf, musste er die Tätigkeiten, die er in Europa abgebrochen hatte, wieder aufnehmen und Vorträge und Einführungen in den Sufismus geben. Die enorme Inanspruchnahme scheint ihn sehr geschwächt zu haben, denn nach der Rückkehr von einer kurzen Reise zur Grabstätte von Khwadja Muin al-Din Chishti erkrankte er an einer Grippe, der er am 5. Februar 1927 in Tilak Lodge (Neu-Delhi) erlag.

## Werke
- Hindustani Songs (Scores) 1914 PDF
- Aus einem Rosengarten Indiens. Zürich 1925
- Gayan – Vadan – Nirtan. Verlag Heilbronn, Polling 1996, ISBN 978-3-923000-83-8
- Die Gathas – Lehren für seine Schülerinnen und Schüler. 2. Auflage, Verlag Heilbronn, Polling 2016, ISBN 978-3-936246-18-6
- Die Seele – woher und wohin. 2. Auflage, Verlag Heilbronn, Polling 2019, ISBN 978-3-936246-33-9
- Die Einheit religiöser Ideale. East-West-Publikation, ISBN 978-90-5340-021-0
- Das innere Leben – Den Sinn des Lebens verwirklichen. Verlag Heilbronn, Polling 2020, ISBN 978-3-936246-43-8
- Musik und kosmische Harmonie aus mystischer Sicht. Übersetzt und herausgegeben von Inge von Wedemeyer. 1984; 6. Auflage: Verlag Heilbronn, Polling 2013, ISBN 978-3-936246-05-6
- Das Lied in allen Dingen. Übersetzt und herausgegeben von Inge von Wedemeyer. 1985
- Musik. Aeoliah-Musikverlag Weinstadt 1996, ISBN 3-00-000649-4
- Musik – Aus mystischer Sicht. 2. überarb. Auflage, Verlag Heilbronn, Polling 2015, ISBN 978-3-936246-16-2
- Ein Sufi-Brevier. Verlag Heilbronn, Polling 1991, ISBN 978-3-923000-61-6
- Die Sprache des Kosmos. Verlag Heilbronn, Polling 2020, ISBN 978-3-936246-45-2
- Charakter und Persönlichkeit. Verlag Heilbronn, Polling 2022, ISBN 978-3-936246-48-3
- Naturmeditationen. Verlag Heilbronn, Polling 2000, ISBN 978-3-923000-94-4
- Friedensgebet. 3. Auflage, Verlag Heilbronn, Polling 1993, ISBN 978-3-923000-78-4
- Vom Glück der Harmonie – Anthologie. 5. Auflage, Verlag Heilbronn, Polling 1995, ISBN 978-3-923000-82-1
- Wanderer auf dem inneren Pfad – Anthologie.  3. Auflage, Verlag Heilbronn, Polling 2013, ISBN 978-3-936246-07-0
- Sufi Meditation. Verlag Okyanus Yayınları, Istanbul 2010
- Sufi-Geschichten. Verlag Heilbronn, Polling, ISBN 978-3-923000-88-3
- Die Schatzkammer des Königs. Verlag Heilbronn, Polling 2010, ISBN 978-3-936246-00-1
- Die Schale des Schenken. Verlag Heilbronn, Polling 2007, ISBN 978-3-923000-99-9
- Gebet – Atem der Seele. 5. Auflage, Verlag Heilbronn, Polling 2020, ISBN 978-3-936246-42-1
- Gestimmt auf Gottes Melodie – Sufi-Weisheit für jeden Tag. Diederichs, München 2010, ISBN 978-3-424-35046-3
- Meditation – Ein Thema für jeden Tag. Verlag Heilbronn, Polling 2016, ISBN 978-3-936246-23-0 und als TB ISBN 978-3-936246-22-3
- Der Sinn des Lebens. Verlag Heilbronn, Polling 2018, ISBN 978-3-936246-35-3
- Meisterschaft. Verlag Heilbronn, Polling 2018, ISBN 978-3-936246-36-0
- Centennial Edition Band 1 – Das innere Leben. Verlag Heilbronn, Polling 2018, ISBN 978-3-936246-34-6
- Centennial Edition Band 2 – Die Mystik des Klangs. Verlag Heilbronn, Polling 2019, ISBN 978-3-936246-39-1
- Centennial Edition Band 3 – Die Kunst der Persönlichkeit. Verlag Heilbronn, Polling 2020, ISBN 978-3-936246-44-5
- Centennial Edition Band 4 – Heilung und die Welt des Geistes. Verlag Heilbronn, Polling 2022, ISBN 978-3-936246-47-6
- 365 Tage Sufi-Weisheit. Verlag Heilbronn, Polling 2018, ISBN 978-3-936246-32-2
- Gebete des Inayati-Orden. Verlag Heilbronn, Polling 2019, ISBN 978-3-936246-38-4
- Heilung aus der Tiefe der Seele – Mystik und geistige Heilung. Verlag Heilbronn, Polling 2019, ISBN 978-3-936246-37-7
- Ritterschaft des Herzens – 40 Regeln für ein aufrechtes Leben. Verlag Heilbronn, Polling 2021, ISBN 978-3-936246-46-9
- Die Harmonie der Welt – Wie wir miteinander leben. Verlag Heilbronn, Polling 2022, ISBN 978-3-936246-50-6